# Luka Sylvester Gopep
Luka Sylvester Gopep (Kalin Nemel, 14 de julho de 1965) é um ministro católico romano nigeriano e bispo auxiliar de Minna.
Luka Sylvester Gopep frequentou o Bauchi Teacher's College de 1980 a 1986, onde obteve um Certificado de Educação Escolar. De 1989 a 1993 Gopep estudou filosofia no Seminário Maior St. Thomas Aquinas em Makurdi e de 1993 a 1997 teologia católica no Seminário Maior St. Augustine em Jos. Em 31 de janeiro de 1998 recebeu o sacramento da ordenação sacerdotal para a Diocese de Minna.
Gopep serviu brevemente como vigário paroquial e depois como ministro em Kpakungu antes de se tornar reitor do Seminário Menor Cristo Rei e ministro em Gwada em 1998. De 2001 a 2004 foi pároco em Kagara e desde 2002 também administrador paroquial em languageru. Em 2004, Luka Sylvester Gopep tornou-se responsável pela pastoral vocacional na Diocese de Minna e pároco em Suleja. Desde 2012 Gopep é Vigário Geral da Diocese de Minna e desde 2013 também pároco em Kwamba.
Em 9 de dezembro de 2020, o Papa Francisco o nomeou Bispo Titular de Muzuca em Bizacena e Bispo Auxiliar em Minna. O Núncio Apostólico na Nigéria, Dom Antonio Filipazzi, consagrou-o bispo em 20 de fevereiro de 2021 na Catedral de São Miguel em Minna; Os co-consagradores foram o Arcebispo de Kaduna, Matthew Man-Oso Ndagoso e o Bispo de Minna, Martin Igwe Uzoukwu.